# Ђакомо Казанова
Ђакомо Ђироламо Казанова (итал. Giacomo Girolamo Casanova Chevalier De Seingalt; Венеција, 2. април 1725 — Духцов, 4. јун 1798) био је један од најобразованијих и најразгледанијих људи свога времена, италијански авантуриста, свештеник, музичар, војник, шпијун, дипломата, у млађим данима слободни зидар и писац који се често налазио у средишту скандала који су у правилу везани уз жене. Селио се из државе у државу и свугде је био добродошао гост. Данас сваког пустолова и неодговорног љубавника људи називају Казановом.